# 14825 Fieber-Beyer
14825 Fieber-Beyer este un asteroid din centura principală de asteroizi.

## Descriere
14825 Fieber-Beyer este un asteroid din centura principală de asteroizi. A fost descoperit pe 14 septembrie 1985 la Stația Anderson Mesa de Edward L. G. Bowell. Asteroidul prezintă o orbită caracterizată de o semiaxă mare de 2,52 ua, o excentricitate de 0,30 și o înclinație de 6,4° în raport cu ecliptica.